# Georg Heinrich Kaufmann
Georg Heinrich Kauffmann, född 1842, död 1929, var en tysk historiker.
Kauffman blev professor i Münster 1888 och var därefter professor i Breslau 1891-1917. Bland hans skrifter märks Deutsche Geschichte bis auf Karl den Grossen (2 band, 1880-81).